# Neuroathletiktraining
Neuroathletiktraining (englisch Neuro Athletic Training) bezeichnet die Weiterentwicklung des klassischen Athletiktrainings, indem  Gehirn und das Nervensystem als zentrale Elemente der Bewegungssteuerung ins Training miteinbezogen werden.

## Entstehungsgeschichte
Neuro Athletic Training geht auf die Disziplinen Athletiktraining und Neurowissenschaften zurück. Der Ausdruck bezeichnet die Weiterentwicklung des biomechanisch gesteuerten und definierten Athletiktrainings durch Komponenten der Bewegungssteuerung durch das Nervensystem. Anfang der 2000er-Jahre begann der Athletiktrainer Eric Cobb, ein auf neurowissenschaftlichen Erkenntnissen basierendes Ausbildungssystem für Trainer und Therapeuten zu entwickeln. Ziel seines Z-Health Performance Education System war die Integration der bewegungssteuernden Systeme in das klassische Athletiktraining, das bis dato rein biomechanisch gesteuert und gestaltet wurde.
Cobb vereinte Erkenntnisse aus den Neurowissenschaften und aus der gängigen Praxis von Therapie und Athletiktraining in einem Ausbildungssystem. In dieses flossen Erkenntnisse aus der Wissenschaft ein, wie z. B. vom Carrick Institute. Cobbs Lehrkonzept bezieht sich auf fünf Kernbereiche: Body Composition Change (Veränderung der körperlichen Zusammensetzung), Pain Relief (Entlastung von Schmerz), Performance Enhancement (Leistungsverbesserung), Injury Prevention (Prävention von Verletzungen) und Motivation and Habit Change (Motivierung und Änderung von Gewohnheiten). Seine Ausbildungskonzeption beinhaltet eine ganzheitliche Betrachtung des sich entwickelnden Körpers und betrachtet jeden Menschen als Athleten. Um diesen herum baut sich das „9S-Modell“ auf: Demnach benötigt ein Mensch Strength, Sustenance, Skill, Suppleness, Stamina, Structure, Spirit, Style und Speed, um ein kompletter Athlet zu werden.

## Entwicklung im deutschsprachigen Raum
Seit 2010 setzt der Sportwissenschaftler Lars Lienhard gemeinsam mit Martin Weddemann Neuroathletiktraining im Spitzensport ein. Bei der Fußball-Weltmeisterschaft 2014 war Lars Lienhard Teil des Betreuerteams.
Neuroathletiktraining wurde von Schweizer und deutschen Wintersportlern verwendet, im Zuge der Olympischen Sommerspiele 2016 in Rio de Janeiro auch von einigen der deutschen Leichtathleten. Seit 2012 nutzen zudem einige Fußballprofis aus Bundesliga und Premier League diese Trainingsphilosophie.
Nachdem die deutsche 100-Meter-Sprinterin Gina Lückenkemper bei den Leichtathletik-Weltmeisterschaften 2017 in London unter 11 Sekunden gelaufen war, äußerte sie sich zu ihrem Neuroathletiktraining mit Coach Lars Lienhard. Ein Teil des Trainings der beiden ist es, die neuronale Plastizität zu beschleunigen, indem die Athletin kurze Stromstöße einer 9V-Batterie auf der Zunge anwendet.

## Wissenschaftliche Kritik
Bislang ist die Wirksamkeit des Neuroathletiktrainings durch eine internationale wissenschaftliche Publikation nicht nachgewiesen worden. Daher wird die Methode bei Wissenschaftlern und wissenschaftsnahen Praktikern kritisch gesehen. Zusätzlich ist der Transfer von im Neuroathletiktraining angewendeten fußballunspezifischen Übungen zu fußballspezifischen Fähigkeiten auf dem Platz nicht wissenschaftlich belegt. Wie auch bei kommerziellen kognitiven Trainingsmitteln wird ein solcher Kognitionstransfer in der wissenschaftlichen Psychologie als nicht realistisch betrachtet. Es ist folglich nicht sichergestellt, ob das Neuroathletiktraining die fußballerischen Fähigkeiten tatsächlich verbessert oder trainierte Spieler einem Placebo-Effekt unterliegen.